# آدیومک
آدیومک یا اودیومک (به انگلیسی: Audiomack) یک سرویس پخش موسیقی است که به هنرمندان اجازه می‌دهد موسیقی و پادکست‌های خود را بر روی این سرویس بارگذاری کنند و در اختیار کاربران حاضر در این سرویس قرار می‌گیرد شما برای استفاده از این سرویس باید ثبت نام کنید.

## تاریخچه
اودیومک در سال ۲۰۱۲ میلادی توسط دیومکلی و دیوید پونته ایجاد شد؛ و به هنرمندان اجازه می‌داد ریمیکس‌ها و آهنگ‌های خود را در این سرویس به اشتراک بگذارند این سرویس در ژانویه سال ۲۰۱۹ میلادی اعلام کرد که به ۱٫۵ میلیون کاربر فعال روزانه در نرم‌افزار و وب سایت خود رسیده‌است. در آوریل ۲۰۱۳ میلادی جی کول آهنگ Yours Truly 2 را به‌طور مستقیم از این سرویس پخش کرد و پس از آن جاناتان بنت نیز موسیقی خود را از این سرویس پخش نمود در سپتامبر ۲۰۱۸ میلادی امینیم نیز قطعه کیل‌شات را که دیس ترکی به مشین گان کلی بود را به‌طور مستقیم بر روی این سرویس قرار داد و بیش از ۸ میلیون پلی در ماه از طریق این سرویس به دست آورد در فوریه ۲۰۱۹ میلادی نیکی میناژ خواننده زن آمریکایی ۳ قطعه موسیقی را در این سرویس در دسترس قرار داد

## ویژگی‌ها
اودیومک به صورت آنلاین و آفلاین برای کاربران و هنرمندان در دسترس است این سرویس همچنین قابلیت بارگذاری موسیقی و پادکست را برای کاربران و هنرمندان محدود نمی‌کند و محتوای هنرمندان را تحت قانون کپی‌رایت هزاره دیجیتال محافظت می‌کند اودیومک همچنین حقوق تجاری هنرمندان را از طریق ساندتراست (به انگلیسی: Songtrust) مدیریت می‌کند

## محتوا
اودیومک به صورت پیشفرض محتوای سبک ترپ از گروه میگوس و چیف کیف و ریچ کید و وای د ملی را پخش می‌کند

## حساب‌های تأیید شده
در اودیومک حساب‌های تأیید شده از هنرمندان و دیجی‌های مشهور و غیر مشهور و ارائه دهندگان پادکست وجود دارد هنرمندان می‌توانند از طریق راه‌های ارتباطی وگفتگو با اودیومک در شبکه‌های اجتماعی حساب خود را تأیید کنند

## همچنین بخوانید
- رسانه جاری
- ساوندکلود